# Judith Pronk
Judith Anna "Judy" Pronk, född 8 december 1973 i Amsterdam, är en nederländsk sångerska och DJ samt makeup-artist. Hon är mest känd för sin tidigare roll som frontfigur i dancegruppen Alice DeeJay.
Pronk inledde sin musikaliska bana vid 18 års ålder som DJ på diverse nattklubbar. Det var under denna tid hon började samarbeta med DJ Jurgen. Mellan åren 1999 och 2002 var hon sångare och frontfigur i gruppen Alice DeeJay, som fick en stor dancehit med "Better Off Alone". Efter splittringen 2002 beslutade Pronk att sluta med musiken och istället göra karriär som makeup-artist och modekonsult. 
2023 turnerar Pronk på nytt under artistnamnet Alice DeeJay.